# 亞歷克斯·明斯基
亞歷克斯·明斯基（英語：Alex Minsky，1988年11月7日—），是退役的美國海軍陸戰隊下士，後成為模特兒。
2009年，他在阿富汗開始首次巡邏時，他的悍馬撞上了路邊炸彈，受到重傷，下顎骨折、右腿膝蓋以下被截肢。他因創傷性腦損傷昏迷了47天，在醫院總共待了17個月，然後就退伍了。在他的弟弟因吸毒過量去世後，他經歷了抑鬱症，酗酒了23個月，犯上三次酒後駕車後，法院命令他參加門診康復計劃。為了擺脫酗酒，他投入體適能運動。在他的一次例行鍛煉中，一位名叫湯姆·庫利斯 (Tom Cullis) 的時尚攝影師找到了他。然而，直到他被洛杉磯攝影師邁克爾·斯托克斯拍攝幾乎全裸的模特兒照片，登上Facebook時，他的職業生涯才開始起飛。
他的Facebook粉絲頁面擁有近200,000名粉絲，並成為的內衣公司傑克·亞當斯（Jack Adams）的新面孔之一。2013年，明斯基成為《飢餓遊戲》電影新續集廣告宣傳活動的代言人。

## 個人生活
他在加利福尼亞州橙縣米申維耶霍長大。亞歷克斯是四個兄弟姐妹中的老大。明斯基身高177.8（5.83英尺），體重165磅（75），腰圍32英寸（81）。他於2018年結婚
。

## 勳章
- 紫心勳章，2009年[2]。